# 博阿镇 (戈亚斯州)
博阿镇（葡萄牙語：Vila Boa）是巴西戈亚斯州的一个市镇。总面积1060.17平方公里，总人口3617人，人口密度3.4人/平方公里。